# PeterLicht
PeterLicht, nom de scène de Meinrad Jungblut, est un musicien allemand d'indie pop et écrivain.

## Biographie
PeterLicht présente son travail sous différents formats. Il commence à enregistrer de la pop en 2000 avec son premier EP, 6 Lieder, sous son vrai nom de Meinrad Jungblut.
Son troisième album Lieder vom Ende des Kapitalismus (paru sur Motor Music, produit par Jochen Naaf) est précédé par la publication de son livre Wir werden siegen en mars 2006. Buch vom Ende des Kapitalismus (Blumenbar Verlag), un recueil d'histoires, de poèmes, de fragments de journaux intimes, de slogans, de paroles de chansons et de dessins. De plus, en 2003, il présente la pièce théâtrale Karoshi. Tod durch Überarbeitung au Münchner Kammerspiele qui permet à la musique de PeterLicht de faire son entrée sur la scène théâtrale. En 2006, la metteuse en scène Christiane Pohle présente la première de Wir werden siegen.
Jusqu'en mars 2006, aucune photo ni aucun autre détail biographique n'est connu. Pour la présentation de son livre à la foire du livre de Leipzig, PeterLicht fait sa première apparition publique en direct, et en septembre 2006, il commence sa première tournée en direct. Il refuse néanmoins de se faire prendre en photo ou de passer à la télévision. Lors d'une représentation avec son groupe chez Harald Schmidt le 18 mai 2006, seul son corps est filmé, et non son visage. En 2007, PeterLicht reçoit le prix 3sat et le prix du public au concours Ingeborg Bachmann pour son texte Die Geschichte meiner Einschätzung am Anfang des dritten Jahrtausends,,,. Lors de la lecture de son texte, il n'est filmé que de dos, à sa demande, et se fait représenter lors de la remise du prix.
Du 24 janvier au 8 mars 2009, PeterLicht organise le festival vom unsichtbaren Menschen au Münchner Kammerspiele, qui comprend entre autres des concerts, des pièces de théâtre et des lectures. La pièce de théâtre centrale Räume Räumen est mise en scène par S. E. Struck (co-rédaction). Struck (coréalisé par PeterLicht) et se base aussi bien sur les textes de ses chansons que sur l'histoire de mon évaluation au début du troisième millénaire. En 2010, il adapte la comédie L'Avare de Molière pour le théâtre Maxime-Gorki de Berlin, sa nouvelle version y est jouée entre février et avril.
Son label discographique ayant choisi de ne plus financer un nouvel album, PeterLicht choisit la voie de la plateforme de financement participatif Startnext. De cette manière, environ 19 500 euros sont récoltés jusqu'en avril 2014. Le premier résultat en est l'album live Lob Der Realität, qui est publié sous le label Staatsakt. Le 14 avril 2016, Le Misanthrope, la deuxième réécriture de Molière de PeterLicht, est jouée au théâtre de Bâle. Depuis mars 2016, il écrit une chronique intitulée Lob der Realität pour le Süddeutsche Zeitung.
En octobre 2018, son sixième album studio Wenn wir alle anders sind sort sur le label hambourgeois Tapete Records. Il est suivi en mars 2021 par l'album Beton und Ibuprofen. En automne 2021, le roman Ja okay, aber paraît aux éditions Tropen. L'accent est davantage mis sur la description littéraire de la réalité que sur l'histoire, qui ne comporte guère d'action. Ce n'est pas un roman lié au Covid-19.
En 2022, il est cofondateur du PEN Berlin. Le 4 octobre 2024, son album Alles klar sort chez Tapete Records. 

## Discographie

### Albums studio
- 2001 : Vierzehn Liede (BMG Modul) (68e place des charts allemands[13], 2e en Autriche[14]
- 2006 : Lieder vom Ende des Kapitalismus (Motor Music) (79e place des charts allemands[13])
- 2008 : Melancholie und Gesellschaft (Motor Music) (34e place des charts allemands[13], 52e en Autriche[14])
- 2011 : Das Ende der Beschwerde (Motor Music)
- 2018 : Wenn wir alle anders sind (Tapete Records) (33e place des charts allemands[13], 50e en Autriche[14])
- 2021 : Beton und Ibuprofen (Tapete Records)  (22e place des charts allemands[13])
- 2024 : Alles klar (Tapete Records)

### Autres albums
- 2000 : 6 Lieder (Betrug)
- 2003 : Stratosphärenlieder (BMG Modul)
- 2014 : Lob der Realität (Staatsakt)

### Singles
- 2001 : Die transsylvanische Verwandte ist da // Heiterkeit (BMG Modul, musique et film)
- 2001 : Sonnendeck (63e place des charts allemands[13])
- 2002 : Heiterkeit (BMG Modul)
- 2003 : Safarinachmittag (BMG Modul)
- 2003 : Die Geschichte vom Sommer (BMG Modul)
- 2006 : Wettentspannen (Motor Music)
- 2006 : Das absolute Glück (Motor Music)
- 2006 : Lied vom Ende des Kapitalismus (Motor Music)
- 2008 : Alles was du siehst gehört dir (Motor Music)
- 2008 : Stilberatung/Restsexualität (Motor Music)
- 2011 : Neue Idee
- 2021 : Dämonen
- 2021 : Ibuprofen

#### Vinyles
- 2001 : Sonnendeck – Remixe (Mofa Schallplatten/Neuton)
- 2002 : Heiterkeit – Remixe (Mofa Schallplatten/Neuton)
- 2002 : Die transsylvanische Verwandte ist da – Remixe (Mofa Schallplatten/Neuton)
- 2003 : Safarinachmittag (BMG Modul)
- 2003 : Die Geschichte vom Sommer (BMG Modul)
- 2003 : Antilopen (BMG Modul)
- 2006 : Das absolute Glück – Remixe (Motor Music)

## Ouvrages
- (de) Wir werden siegen! Buch vom Ende des Kapitalismus, Blumenbar-Verlag, Munich, 2006, 1. Aufl.  (ISBN 3-936738-23-8).
- (de) Die Geschichte meiner Einschätzung am Anfang des dritten Jahrtausends, Blumenbar-Verlag, Munich, 2008, 1. Aufl.
- (de) Lob der Realität, Blumenbar-Verlag bei Aufbau, Berlin, 2014, 1. Aufl.  (ISBN 978-3-351-05016-0).
- (de) Ja okay, aber, Tropen Verlag (Klett-Cotta), Stuttgart, 2021  (ISBN 978-3-608-50519-1)[15]

### Dramaturgie
- (de) Wir werden siegen! Und das ist erst der Anfang (Uraufführung, 9 février 2006, Münchner Kammerspiele)[16]
- (de) Avec SE Struck: Räume Räumen (Uraufführung, 31 janvier 2009, Münchner Kammerspiele)
- (de) Neue Texte von PeterLicht. Von der Unmöglichkeit, eine Matratze zu kaufen, ohne das Universum anzuhalten (Uraufführung, 22 mai 2009, Schauspiel Leipzig)[17]
- (de) Die Geschichte meiner Einschätzung am Anfang des dritten Jahrtausends (Uraufführung, 18 septembre 2009, Theater Basel)[18]
- (de) Der Geizige. Ein Familiengemälde nach Molière (Uraufführung, 20 février 2010, théâtre Maxime-Gorki de Berlin)
- (de) Das Abhandenkommen der Staaten (Uraufführung, 30 octobre 2010, Schauspiel Leipzig)[19]
- (de) Wunder des Alltags (Uraufführung, 20 septembre 2012, Düsseldorfer Schauspielhaus)[20]
- (de) Das Sausen der Welt. Eine Raumeroberung (Uraufführung, 14 février 2013, Schauspiel Köln)[21],[22]
- (de) Der Menschen Feind (Uraufführung, 14 avril 2016, Theater Basel)
- (de) Le Tartuffe ou l'Imposteur de Molière (Uraufführung, 14 septembre 2018, Theater Basel)
- (de) Der eingebildete Kranke oder das Klistier der reinen Vernunft de Molière (Uraufführung, 20 décembre 2019, Bayerisches Staatsschauspiel)[23]
- (de) Avec SE Struck : Der diskrete Charme der Bourgeoisie de Luis Buñuel (Uraufführung, 12 mars 2022, Schauspiel Frankfurt)[24]
- (de) Avec SE Struck : Der Würgeengel nach Luis Buñuel (Uraufführung, 20 janvier 2024, Schauspiel Frankfurt)[25]

### Pièce radiophonique
- 2013 : Die Geschichte meiner Einschätzung am Anfang des dritten Jahrtausends, réalisation : Patrick Wengenroth, composition : PeterLicht (Deutschlandradio Kultur)